# Бернсајд (Аризона)
Бернсајд (енгл. Burnside) насељено је место без административног статуса у америчкој савезној држави Аризона.

## Демографија
По попису из 2010. године број становника је 537, што је 95 (-15,0%) становника мање него 2000. године.
| Група             | 2000.     | 2010.     |
| Белци             | 45 (7,1%) | 27 (5,0%) |
| Афроамериканци    | 0 (0,0%)  | 0 (0,0%)  |
| Азијати           | 0 (0,0%)  | 0 (0,0%)  |
| Хиспаноамериканци | 4 (0,6%)  | 10 (1,9%) |
| Укупно            | 632       | 537       |